# Spider-Man (Toei-TV-serie)
 Spider-Man (スパイダーマン Supaidāman?) är en japansk TV-serie producerad av Toei Company, löst baserad på Marvels Spider-Man-figur. Serien hade 41 avsnitt, och sändes onsdagar klockan 19:30 JST i Tokyo Channel 12 under perioden 17 maj 1978-14 mars 1979.

## Avsnitt
1. The Time of Revenge Has Come! Beat Down Iron Cross Group!! (復讐の時は来たれり! 撃て鉄十字団!! Fukushū no Toki wa Kitareri! Ute Tetsu Jūji Dan!!?)
2. Mysterious World! The Man Who Follows His Fate (怪奇の世界! 宿命に生きる男 Kaiki no Sekai! Shukumei ni Ikiru Otoko?)
3. Mysterious Thief 001 VS. Spider-Man (怪盗001vsくも男 Kaitō Daburu-Ō Wan Tai Kumo Otoko?)
4. The Terrifying Half Merman! Calling the Miracle Silver Thread (恐怖の半魚人! 奇蹟を呼ぶ銀の糸 Kyōfu no Han Kyojin! Kiseki o Yobu Gin no Ito?)
5. Crash Machine GP-7! The Oath Siblings (激突マシンGP-7! 兄弟の誓い Gekitotsu Mashin Jī-Pī-Sebun! Kyōdai no Chikai?)
6. Shuddering Laboratory! Devilish Professor Monster (戦慄の実験室! 悪魔のモンスター教授 Senritsu no Shikkenshitsu! Akuma no Monsutā Kyōshu?)
7. Fearful Hit Tune! Song Dancing Murder Rock (恐ろしきヒット曲! 歌って踊る殺人ロック Osoroshiki Hitto Kyoku! Katte Odoru Satsujin Rokku?)
8. Once Upon a Time in the Mysteriousless World: The Cursed Cat Mound (世にも不思議な昔ばなし 呪いの猫塚 Yo ni mo Fushigi na Mukashi ba Nashi Noroi no Neko Zuka?)
9. Motion Accessory is a Loveful Beetle Insect Spy (動くアクセサリーは恋のカブト虫スパイ Ugoku Akusesarī wa Koi no Kabuto Mushi Supai?)
10. To the Flaming Hell: See the Tears of the Snake Woman (炎地獄にへび女の涙を見た Honō Jigoku ni Hebi Onna no Namida o Mita?)
11. Professor Monster's Ultra Poisoning (モンスター教授のウルトラ毒殺 Monsutā Kyōshu no Urutora Dokusatsu?)
12. Becoming Splendid: To the Murderous Machine of Transformation (華麗なる殺人マシーンへの変身 Karei Naru Satsujin Mashīn e no Henshin?)
13. The Skull Group VS. The Devilish Hearse (ドクロ団対悪魔の霊柩車 Dokuro Dan Tai Akuma no Reikyūsha?)
14. Giving Father! Fight to the Song of the Hero (父に捧げよ 戦えぬ勇者の歌を Chichi ni Sasage yo Tatakae nu Yūsha no Uta o?)
15. The Life of Our Arrangement (ぼくたちの命の約束 Boku tachi no Inochi no Yakusoku?)
16. Fine Dog! Run to the Under of Father (名犬よ 父のもとへ走れ Meiken yo Chichi no moto e Hashire?)
17. Pro Wrestler Samson's Tears (プロレスラー サムソンの涙 Puro Resurā Samuson no Namida?)
18. In the Mother's Chest: Resurrect the Young Boys (母の胸に甦る少年 Haha no Mune ni Yomigaeru Shōnen?)
19. The Boy Phantom: To the Villageless Map (まぼろしの少年 地図にない村 Maboroshi no Shōnen Chizu ni nai Mura?)
20. Riddle: Calling the Riddle of My Secret Birth (謎が謎を呼ぶ私の出生の秘密 Nazo ga Nazo o Yobu Watashi no Shuushō no Himitsu?)
21. Fall to the Great Skies: Father's Love (大空に散る父の愛 Ōzora ni Chiru Chichi no Ai?)
22. Shedding Tears to the Dark Fate: Father and Child (暗い運命に泣け 父と子 Kurai Unmei ni Nake Chichi to Ko?)
23. To the Love Academy of the Homeless Children (家なき子たちに愛の学園を Ienakiko Tachi ni Ai no Gakuen o?)
24. Cockroach Boy: Great War (ゴキブリ少年大戦争 Gokiburi Shōnen Dai Sensō?)
25. Treasure, Dog, and Double Grow Human (秘宝と犬と複成人間 Hihō to Inu to Fuku Sei Ningen?)
26. To the Absolute Crisis: The Imitation Hero (絶対ピンチのにせものヒーロー Zettai Pinchi no Nisemono Hīrō?)
27. Farewell War Buddy: Beloved German Shepherd (さらば戦友 愛しのセパード Saraba Sen'yū Itoshi no Sepādo?)
28. The Front of the Alley: Boys' Detective Group (駅前横町の少年探偵団 Ekimae Yokochō no Shōnen Tantei Dan?)
29. Hurry, GP-7: Time of Stop Sign (急げGP-7 時間よ止まれ Isoge Jī-Pī-Sebun Jikan yo Tomare?)
30. Good Luck, Beautiful Police Officer (ガンバレ美人おまわりさん Ganbare Bijin Omawarisan?)
31. There Is No Child-Taking Detective Tomorrow (明日なき子連れ刑事 Ashita naki Kotsure Keiji?)
32. Sweet Whispering Enchantress (甘くささやく妖女 Amaku Sasayaku Yōjo?)
33. The Boy Teases the Horrible Wild Girl (男の子をイビる野性の凄い少女 Otokonoko o Ibiru Yasei no Sugoi Shōjo?)
34. Surprising Camera: Murderous Event (びっくりカメラ殺人事件 Bikkuri Kamera Satsujin Jiken?)
35. From the Unexplored Amazon: Here Comes the Mummified Beautiful Woman (秘境アマゾンから来たミイラ美女 Hikyō Amazon Kara Kita Mīra Bijo?)
36. The Onion Silver Mask and the Boys' Detective Group (たまねぎ鉄仮面と少年探偵団 Tamanegi Gin Kamen to Shōnen Tantei Dan?)
37. From the Secret Messenger of Hell: Great King Enma (地獄からの密使 えん魔大王 Jigoku Kara no Missha Enma Daiō?)
38. The First Tin Plate Evening Star and the Boys' Detective Group (ブリキの一番星と少年探偵団 Buriki no Ichibanboshi to Shōnen Tantei Dan?)
39. Sports World: One Great Meeting (格闘技世界一大会 Kakutōki Sekai Ichidai Kai?)
40. Farewell Zero Battle Tricks (さらばゼロ戦の謎 Saraba Zero Sen no Nazo?)
41. The Hero's Shining Hot Blood (輝け熱血の勇者 Kagayake Nekketsu no Yūsha?)

## Rollista
- Takuya Yamashiro: Shinji Todō (alla avsnitt)
- Hitomi Sakuma: Rika Miura (avsnitt 1-12, 14-15, 17-18, 20-41)
- Shinko Yamashiro: Izumi Ōyama (avsnitt 1-39, 41)
- Takuji Yamashiro: Yoshiharu Yabuki (avsnitt 1-16, 18-24, 26-27, 29-33, 35-39, 41)
- Professor Monster: Mitsuo Andō (alla avsnitt)
- Amazoness: Yukie Kagawa (alla avsnitt)
- Garia:Toshiaki Nishizawa (avsnitt 1-2)
- Dr. Hiroshi Yamashiro: Fuyuki Murakami (avsnitt 1)
- Jūzō Mamiya: Noboru Nakaya (film, avsnitt 11-12, 14)
- Rita: Rie Rinehart (avsnitt 35-41)
- Bella: Tina Margo (avsnitt 35-38), Wanita Somaborudo (avsnitt 39-41)
- Narrator: Tōru Ōhira (alla avsnitt)
- Spider-Man's suit actor: Hirofumi Koga (alla avsnitt), Ryusuke Sakitsu (avsnitt 17, 18)
- Voice of various Machine BEMs: Shōzō Iizuka (avsnitt 1-7, 13-21, 26, 28-38, film)
- Voice of various Machine BEMs: Hisako Kyōda (avsnitt 8, 23)
- Voice of various Machine BEMs: Shin Aomori (avsnitt 24-25)

### Fotnoter
1. ↑  ”Spider-Man on TV”. IGN. http://uk.tv.ign.com/articles/785/785521p2.html. Läst 9 september 2010.